# Mpolonjeni
Mpolonjeni ist ein Inkhundla (Verwaltungseinheit) in Eswatini. Es ist 581 km² groß und ist benannt nach dem gleichnamigen Ort an der Straße MR 16 (⊙). Das Inkhundla hatte 2007 gemäß Volkszählung 20.563 Einwohner.

## Geographie
Das Inkhundla liegt zentral in der Region Lubombo. Ein großer Teil der Fläche steht als Mhkaya Game Reserve unter Naturschutz. Hauptverkehrsader ist die MR 16, die im Osten des Bezirks durch die Ebene verläuft. Die Gewässer im Inkhundla sind hauptsächlich Zuflüsse des Ngwavuma.

## Gliederung
Der Bezirk gliedert sich in die Imiphakatsi (Häuptlingsbezirke) Ka Shoba, Sigcaweni East, Mpolonjeni, Ndzangu und Ngcina.